# 吉松秀樹
吉松 秀樹（よしまつ ひでき、1958年－）は日本の建築家。東京芸術大学、東京大学大学院、磯崎新アトリエを経て、現在アーキプロ主宰、東海大学教授。

## 作品
- 太田邸アネックス

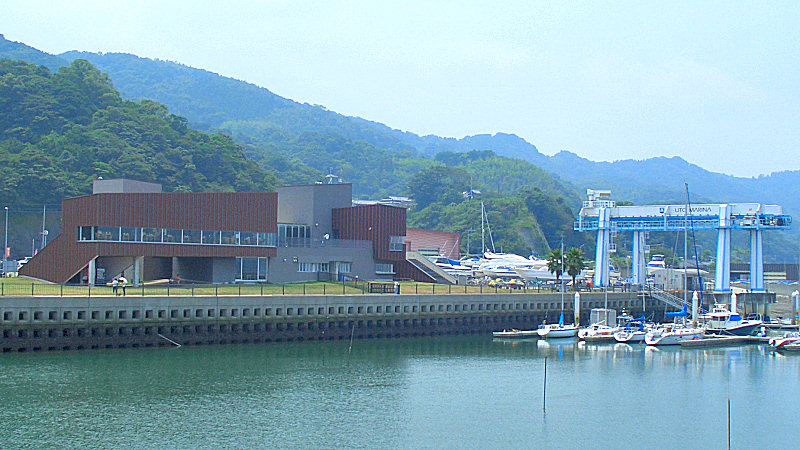
宇土マリーナハウス

- UTO MARINA HOUSE　（宇土マリーナハウス,JIA新人賞,くまもとアートポリス参加プロジェクト）

## 著書

### 共著
- メタボリズム―1960年代 日本の建築アヴァンギャルド　+八束はじめ